# Sonic Generations
Sonic Generations, in Japan als Sonic Generations: White Space-time (jap.: ソニック ジェネレーションズ 白の時空, Hepburn: Sonikku Jenerēshonzu Shiro no Jikū) für Heimkonsolen und PC sowie als Sonic Generations: Blue Adventure (jap.: ソニック ジェネレーションズ 青の冒険, Hepburn: Sonikku Jenerēshonzu Ao no Bōken) für den Nintendo 3DS bekannt, ist ein 2D- und 3D-Jump-’n’-Run-Videospiel, das vom Sonic Team und Dimps entwickelt und von Sega im November 2011 für PlayStation 3, Xbox 360, PC und Nintendo 3DS veröffentlicht wurde.
Das Spiel erschien anlässlich des 20. Jubiläums der Sonic-Spieleserie und thematisiert auch inhaltlich den Geburtstag von Sonic the Hedgehog. Dabei sorgen unabsichtliche Zeitreisen dafür, dass der aktuelle Sonic sein früheres Ich aus dem ersten Sonic the Hedgehog (1991) trifft und beide unabhängig voneinander durch verschiedenste Level und Welten aus allen Zeitepochen der bisherigen Spieleserie reisen und auch Charaktere sowie Widersacher früherer Abenteuer erneut treffen. Zusätzlich treffen auch Tails und Dr. Eggman jeweils auf sich selbst aus der frühesten Vergangenheit und arbeiten mit ihnen zusammen.
Dabei erlebt Modern Sonic die neun regulären Welten dreidimensional und actionreich im Stile der Taglevel von Sonic Unleashed, während Classic Sonic die neun Welten stets als bewährte 2D-Jump 'n' Runs mit zeitgemäßer Grafik durchläuft. Es erschien ein Remaster des Spiels namens Sonic X Shadow Generations (2024), in dem das Spiel optimiert und einer zusätzlichen Kampagne namens Shadow Generations erweitert wurde, welche parallel spielt.
Es ist der Nachfolger von Sonic Colours (2010) und der Vorgänger von Sonic Lost World (2013).

## Handlung
Sonic the Hedgehog hat Geburtstag und wird von Tails und seinen Freunden mit einem Picknick im Grünen überrascht. Alle verstehen sich gut, spielen, essen und unterhalten sich, als plötzlich eine dunkle, schattenartige Kreatur erscheint, die alle Geburtstagsteilnehmer einsaugt. Sonic wacht in einer weißen Leere auf, die mit Orten seiner früheren Abenteuer verbunden ist. Schon bald trifft Sonic auf Tails, aber auch auf sein eigenes, stummes Ich der damaligen Zeit sowie den jüngeren Tails der Vergangenheit. Die beiden Sonics bereisen viele Orte der Vergangenheit, retten dabei ihre Freunde Knuckles, Amy, Cream, Blaze, Rouge, Espio, Charmy sowie Vector, besiegen frühere Feinde und Rivalen wie den Death Egg Robot, Metal Sonic, Shadow, Silver, Perfect Chaos sowie Egg Dragoon und füllen die weiße Leere Stück für Stück wieder mit Leben der entsprechenden Welten.
Mit allen sieben Chaos Emeralds, die sie auf ihrer Reise finden, dringen die beiden Sonics und die beiden Tails’ zum Mittelpunkt des verursachenden, sogenannten Time Eater vor und treffen dort den Dr. Eggman der Gegenwart und den Dr. Eggman der Vergangenheit, der vom Tails der Vergangenheit auch noch als Dr. Robotnik bezeichnet wird. Der Dr. Eggman der Gegenwart erzählt, dass er nach den Ereignissen von Sonic Colours, als er mit Orbot und Cubot ziellos im Weltall umhertrieb, auf die Urversion des Time Eater traf, sich dessen Fähigkeiten zunutze machen konnte und plante, all seine bisherigen Niederlagen gegen Sonic rückwirkend ungeschehen zu machen. Er brachte Zeit und Raum durcheinander und holte sich dabei Hilfe von seinem eigenen Selbst aus der Vergangenheit, woraufhin die beiden Dr. Eggman seitdem zusammenarbeiten.
Nachdem die beiden Sonics zunächst unterliegen, rufen alle Freunde der Sonics den beiden wieder Mut zu und machen ihnen Hoffnung. Mit den sieben Chaos Emeralds werden beide Sonics zu Super Sonics und können den Time Eater besiegen. Alle Geburtstagsteilnehmer sind wieder zurück an Sonics Picknicktisch und auch Sonic und Tails der Vergangenheit bleiben noch eine kurze Zeit. Dabei zeigt der Sonic der Vergangenheit, dass er vom älteren Sonic die Homing Attack abgeschaut und gelernt hat. Ein letzter Zeitriss tut sich auf, mit dem Sonic und Tails der Vergangenheit wieder in ihre Zeit zurückreisen. Die beiden Dr. Eggman sind allein im weißen Nichts zurückgeblieben und streiten sich heftig, bis der Dr. Eggman der Vergangenheit, nun wissend, dass er zukünftig immer wieder gegen Sonic verlieren wird, sogar einen Berufswechsel erwägt.

## Gameplay
In Sonic Generations übernimmt der Spieler die Kontrolle über den blauen Igel Sonic wahlweise in zweidimensionalen oder dreidimensionalen Jump-’n’-Run-Welten. Bei Berührung können die goldenen Ringe eingesammelt werden; Nimmt Sonic Schaden, verliert er die Ringe. Nimmt Sonic Schaden, ohne Ringe zu besitzen, fällt in einen tödlichen Abgrund, wird zerquetscht oder ertrinkt, verliert er ein Extraleben. In den Itemboxen kann ein Extraleben, zehn Ringe, ein Schutzschild, vorübergehend erhöhte Geschwindigkeit oder vorübergehende Unverwundbarkeit enthalten sein (in Act 1 von City Escape gibt es zudem eine Skateboard-Itembox, in bestimmten Missionen zudem Wasserschild-, Feuerschild- und Elektroschild-Itemboxen und in der Nintendo 3DS-Version eine Itembox für ein magnetisches Schutzschild). Checkpoints in Form von Laternen markieren bei einem Lebensverlust den Rücksetzpunkt.
Die zweidimensionalen Level mit Classic Sonic steuern sich vergleichbar mit den ersten Spielen auf dem Sega Mega Drive. In springender oder rollender Form, Spin Attack genannt, kann Sonic Gegner besiegen oder Itemboxen in Form von Monitoren öffnen. Wenn man mit dem Steuerkreuz nach unten Classic Sonic ducken lässt und dann die Sprungtaste betätigt und loslässt, kann Classic Sonic mit dem Spin Dash aus dem Stand schnell mit der Spin Attack nach vorne preschen. Das dreidimensionale Gameplay von Modern Sonic orientiert sich an den Tagleveln von Sonic Unleashed und beinhaltet auf Geschwindigkeit ausgelegte Level, in denen der Spieler mit Sonic rennt, springt oder an vorgesehenen Stellen grinded. Sonic verfügt beim Springen über die Spin Attack, mit der viele Gegner bei Berührung besiegt werden können. Mit der Sprungtaste in der Luft kann die Homing Attack ausgeführt werden, mit der Sonic direkt auf Gegner in unmittelbarer Nähe zusteuert. Wieder dabei ist der Sonic Boost, mit dem Sonic noch schneller rennen kann und dabei die meisten Gegner automatisch besiegt, die dazugehörige Ring Energy-Boost-Leiste sich jedoch leert und nur durch Ringesammeln und bestimmte Aktionen gefüllt werden kann. In entsprechenden Situationen oder speziellen Leveln müssen auch auf dem Bildschirm angezeigte Tastenkombinationen eingegeben werden und der durch Schulterbuttons einsetzbare Quick Step nach links und rechts ist in schnelleren Passagen hilfreich. Zudem sind im dafür vorgesehenen Level die Wisps aus Sonic Colours mit ihren Fähigkeiten erneut vertreten.
Das Spiel verfügt über eine zweidimensionale Oberwelt, welche die neun Welten, die aus neun früheren Sonic-Spielen stammen, miteinander verbindet (Auf der Nintendo-3DS-Version sind es sieben Welten) und von beiden Sonics gleichermaßen nach Wahl betreten werden kann. Das jeweilige Hauptlevel kann mit entweder mit Classic Sonic oder mit Modern Sonic gestartet werden. Drei aufeinanderfolgende Welten entsprechen einer Ära: Die ersten drei Welten gehören der Sega-Mega-Drive-Ära an, gefolgt von der Sega-Dreamcast-Ära (wenngleich die darin enthaltene Sonic-Heroes-Welt auf dem Sega Dreamcast nicht existent war) und das letzte Drittel des Spiels wird als Modern-Ära bezeichnet. Innerhalb einer solchen aus drei Welten bestehenden Ära sind über der Oberwelt noch zahlreiche, unterschiedliche Nebenmissionen enthalten, in denen man auch andere Charaktere der Serie, wie Knuckles oder Blaze, steuert. Zudem ist innerhalb jeder Ära noch ein Rivalen-Bosskampf auf der Oberwelt zu finden. Nur wenn genügend Zielvoraussetzungen erfüllt worden sind, kann man auf der Oberwelt nach einem weiteren Bosskampf die nächste Ära betreten. Für das Finale hinter der letzten Ära werden alle sieben Chaos Emeralds benötigt. Nach Abschluss des Spiels können beide Sonics in ihren regulären Leveln zu Super Sonic werden, wenn sie 50 Ringe sammeln und dann springen. In dieser Form ist der Spieler unverwundbar, deutlich schneller und springt höher, jedoch zählt die Ringanzahl stetig rückwärts. Sobald alle Ringe aufgebraucht sind, verwandelt man sich zu Sonic zurück. Nach jedem erfolgreich abgeschlossenen Level oder Bosskampf erhält man eine Wertung von Rang S bis Rang D. Außerdem sind in jedem regulären Level fünf rote Ringe versteckt. Das Sammeln von roten Ringen schaltet auswählbare Spielmusik und Konzeptzeichnungen zum Spiel frei. In der Xbox-360- und PlayStation-3-Version des Spiels kann das originale Sonic the Hedgehog (1991) freigeschaltet werden.

### Level
Das Spiel besteht aus neun Welten (die Nintendo 3DS-Version verfügt über sieben Welten, davon sechs andere als bei der HD-Version) mit je 2 Acts, mehreren optionalen Nebenmissionen und zwei Bosskämpfen. Die Welten, Bosskämpfe und deren ursprüngliche Herkunft beider Versionen sind nachfolgend aufgelistet. Es existiert ein kostenpflichtiger DLC für die HD-Versionen, der das Level Casino Night aus Sonic the Hedgehog 2 zu enthalten scheint, jedoch nur ein Flipper-Minispiel darstellt.
| Konsolen- und Windows-Version | Konsolen- und Windows-Version | Nintendo-3DS-Version | Nintendo-3DS-Version |
| Welt                          | Ursprungsspiel                | Welt                 | Ursprungsspiel       |
| ----------------------------- | ----------------------------- | -------------------- | -------------------- |
| Green Hill                    | Sonic the Hedgehog            | Green Hill           | Sonic the Hedgehog   |
| Chemical Plant                | Sonic the Hedgehog 2          | Casino Night         | Sonic the Hedgehog 2 |
| Sky Sanctuary                 | Sonic & Knuckles              | Mushroom Hill        | Sonic & Knuckles     |
| Speed Highway                 | Sonic Adventure               | Emerald Coast        | Sonic Adventure      |
| City Escape                   | Sonic Adventure 2             | Radical Highway      | Sonic Adventure 2    |
| Seaside Hill                  | Sonic Heroes                  | Water Palace         | Sonic Rush           |
| Crisis City                   | Sonic the Hedgehog (2006)     | Tropical Resort      | Sonic Colours        |
| Rooftop Run                   | Sonic Unleashed               |                      |                      |
| Planet Wisp                   | Sonic Colours                 |                      |                      |

### Bosskämpfe
| Konsolen- und Windows-Version | Konsolen- und Windows-Version  | Konsolen- und Windows-Version | Nintendo-3DS-Version | Nintendo-3DS-Version | Nintendo-3DS-Version      |
| Bossgegner                    | Welt                           | Ursprungsspiel                | Bossgegner           | Welt                 | Ursprungsspiel            |
| ----------------------------- | ------------------------------ | ----------------------------- | -------------------- | -------------------- | ------------------------- |
| Metal Sonic                   | Stardust Speedway (Bad Future) | Sonic the Hedgehog CD         | Metal Sonic          | Casino Night         | Sonic the Hedgehog CD     |
| Death Egg Robot               | Death Egg                      | Sonic the Hedgehog 2          | Big Arm              | Launch Base          | Sonic the Hedgehog 3      |
| Shadow the Hedgehog           | Final Rush                     | Sonic Adventure 2             | Shadow the Hedgehog  | Radical Highway      | Sonic Adventure 2         |
| Perfect Chaos                 | Station Square                 | Sonic Adventure               | Biolizard            | Cannon Core          | Sonic Adventure 2         |
| Silver the Hedgehog           | Crisis City                    | Sonic the Hedgehog (2006)     | Silver the Hedgehog  | Tropical Resort      | Sonic the Hedgehog (2006) |
| Egg Dragoon                   | Eggmanland                     | Sonic Unleashed               | Egg Emperor          | Final Fortress       | Sonic Heroes              |
| Time Eater                    | Center of Time                 | Sonic Generations             | Time Eater           | Center of Time       | Sonic Generations         |

## Synchronisation
Erstmals erschien ein Sonic-Hauptspiel auch mit deutscher, französischer, spanischer und italienischer Synchronisation. Für die deutschen Stimmen wurden vor allem Sprecher verpflichtet, die bereits für die deutsche Synchronisation des Anime Sonic X zuständig waren. Einzig in der japanischen Fassung haben Classic Tails und Modern Tails verschiedene Synchronsprecher.
| Synchronsprecher in Sonic Generations (2011) | Synchronsprecher in Sonic Generations (2011) | Synchronsprecher in Sonic Generations (2011) | Synchronsprecher in Sonic Generations (2011) | Synchronsprecher in Sonic Generations (2011) | Synchronsprecher in Sonic Generations (2011) | Synchronsprecher in Sonic Generations (2011) |
| Figur im Spiel                               | Deutscher Synchronsprecher                   | Englischer Synchronsprecher                  | Japanischer Synchronsprecher                 | Französischer Synchronsprecher               | Spanischer Synchronsprecher                  | Italienischer Synchronsprecher               |
| -------------------------------------------- | -------------------------------------------- | -------------------------------------------- | -------------------------------------------- | -------------------------------------------- | -------------------------------------------- | -------------------------------------------- |
| Sonic the Hedgehog                           | Marc Stachel                                 | Roger Craig Smith                            | Jun'ichi Kanemaru                            | Alexandre Gillet                             | Jonatán López                                | Renato Novara                                |
| Dr. Eggman                                   | Hartmut Neugebauer                           | Mike Pollock                                 | Chikao Ōtsuka                                | Marc Bretonnière                             | Francesc Belda                               | Aldo Stella                                  |
| Miles Tails Prower                           | Anke Kortemeier                              | Kate Higgins                                 | Ryō Hirohashi, Takuto Yoshinaga              | Marie-Eugénie Maréchal                       | Graciela Molina                              | Benedetta Ponticelli                         |
| Knuckles the Echidna                         | Claus-Peter Damitz                           | Travis Willingham                            | Nobutoshi Canna                              | Sébastien Desjours                           | Sergio Mesa                                  | Maurizio Merluzzo                            |
| Amy Rose                                     | Shandra Schadt                               | Cindy Robinson                               | Taeko Kawata                                 | Naïké Fauveau                                | Meritxell Ribera                             | Serena Clerici                               |
| Shadow the Hedgehog                          | Klaus Lochthove                              | Kirk Thornton                                | Kōji Yusa                                    | Benoît DuPac                                 | Manuel Gimeno                                | Riccardo Lombardo                            |
| Rouge the Bat                                | Marianne Graffam                             | Karen Strassman                              | Rumi Ochiai                                  | Marie Lenoir                                 | Ana Vidal                                    | Jasmine Laurenti                             |
| Silver the Hedgehog                          | Roland Wolf                                  | Derek Allen                                  | Daisuke Ono                                  | Hervé Grull                                  | Ángel de Gracia                              | Davide Albano                                |
| Blaze the Cat                                | Greta Galisch de Palma                       | Laura Bailey                                 | Nao Takamori                                 | Delphine Braillon                            | Carmen Ambrós                                | Tania De Domenico                            |
| Cream the Rabbit                             | Nicole Hannak                                | Michelle Ruff                                | Sayaka Aoki                                  | Marie Millet                                 | Geni Rey                                     | Sabrina Bonfitto                             |
| Espio the Chameleon                          | Andreas Hofer                                | Troy Baker                                   | Yūki Masuda                                  | Antoine Nouel                                | Dani Albiac                                  | Silvio Pandolfi                              |
| Charmy Bee                                   | Luisa Wietzorek                              | Colleen O’Shaughnessey                       | Youko Teppouzuka                             | Marie Millet                                 | Graciela Molina                              | Emanuela Pacotto                             |
| Vector the Crocodile                         | Andi Krösing                                 | David Keefer                                 | Kenta Miyake                                 | Philippe Roullier                            | Alfonso Vallés                               | Diego Sabre                                  |
| Omochao                                      | Tabea Börner                                 | Laura Bailey                                 | Etsuko Kozakura                              | Delphine Braillon                            | Sofía García                                 | Sabrina Bonfitto                             |
| Wisp Power Announcer                         | Roger Craig Smith                            | Roger Craig Smith                            | Fumihiko Tachiki                             | Roger Craig Smith                            | Roger Craig Smith                            | Roger Craig Smith                            |

Im Remaster Sonic X Shadow Generations (2024) wurden in allen Sprachen alle Dialoge neu vertont. Eine Übersicht der Synchronsprecher in der Remaster-Version des Spiels von 2024 findet sich hier:

## Entwicklung
Schon während der Entwicklung an Sonic Colours begannen im Jahre 2009 Überlegungen um ein Spiel für Sonics 20-jähriges Jubiläum im Jahre 2011. Chefentwickler Takashi Iizuka wollte die besten Momente aus Sonics bisheriger Laufbahn wiederaufleben lassen und schnell entstand die Idee, sowohl auf klassisches 2D-Gameplay der ersten Spiele sowie auf die Stärken der letzten Spiele parallel zu bauen. Die hauptsächliche Version wurde für PlayStation 3 und Xbox 360 entwickelt, um das Spiel mit der besten, derzeit möglichen Hardware zu behandeln. Für einen PC-Port wurde Devil's Details verpflichtet, während Dimps die 3DS-Version entwickeln sollte. Ursprünglich waren auch Versionen für Nintendo Wii, Nintendo DS und PlayStation Portable im Gespräch, jedoch wurden diese relativ schnell verworfen.
Nachdem klar wurde, dass bereits gesehene Welten früherer Spiele zurückkehren sollten, wurden bei Sega und beim Sonic Team firmeninterne Umfragen aller Mitarbeiter durchgeführt, um sich ein besseres Bild zu verschaffen, welche Zonen und Welten der früheren Sonic-Spiele den Mitarbeitern selbst besonders gut in Erinnerung blieben. Die größten Herausforderungen der Entwicklungen bestanden darin, die originalen 3D-Level in 2D umzusetzen und umgekehrt, zudem war man noch nicht mit der Hardware des Nintendo 3DS vertraut.
Erstmals erfuhr man im Jahre 2010 von diesem Spiel, wobei es zu diesem Zeitpunkt noch den Titel Sonic Anniversary trug und neben der PlayStation-3-Version eine Xbox-360-Variante noch dementiert wurde. Am 7. April 2011 gab es einen ersten Teaser auf Sonics offizieller Facebook-Page mit einem Releasedatum im Jahre 2011. Auf der Electronic Entertainment Expo 2011 wurde ein weiterer Teaser gezeigt, der das Level City Escape aus Sonic Adventure 2 behandelte. Der nächste Trailer im August 2011 zeigte weitere Level. Am 11. Oktober 2011 wurde eine Steam-Version für den PC bestätigt.

## Nintendo-3DS-Version
Wenig später nach der HD-Version für PlayStation 3 und Xbox 360 folgte Sonic Generations vom Entwicklerstudio Dimps auch auf dem Nintendo 3DS. Zwar spielt man dort auch mit Classic Sonic und Modern Sonic, jedoch spielen sich alle Level zweidimensional und Modern Sonic entspricht eher den ebenfalls von Dimps entwickelten Spielen wie Sonic Rush, Sonic Rush Adventure oder der Nintendo-DS-Version von Sonic Colours. Die Oberwelt ist nicht betretbar, sondern stellt vielmehr ein Menü zur Auswahl der Level dar. Dabei gibt es nur sieben Welten und Entwicklern zufolge wollte man lieber auf die Nintendo-DS-Auftritte bauen als auf Sonics Spiele für den Sega Game Gear, welche wohl weniger Spieler wiedererkannt hätten. Sonic Generations für den Nintendo 3DS erzählt die Geschichte nur in Textform und stand im Schatten der HD-Versionen.

## Sonic X Shadow Generations
Sonic X Shadow Generations (jap.: ソニック × シャドウ ジェネレーションズ, Hepburn: Sonikku X Shadō Jenereeshonzu) ist ein 2D- und 3D-Jump-’n’-Run-Videospiel, das vom Sonic Team und entwickelt und von Sega im Oktober 2024 für PlayStation 5, PlayStation 4, Xbox Series, Xbox One, Nintendo Switch und PC veröffentlicht wurde.
Es handelt sich um ein Bundle, bestehend aus einem überarbeiteten Remaster des originalen Sonic Generations (2011) sowie einer komplett neuen, vergleichbaren und parallel laufenden Kampagne namens Shadow Generations, in dem Shadow the Hedgehog die Hauptrolle spielt. Shadow Generations erzählt dabei die Geschichte um Shadows Entstehung aus Sonic Adventure 2 (2001) und Shadow the Hedgehog (2005) weiter und baut diese aus.

## Rezeption
Sonic Generations wurde von Fachpresse und Community vorwiegend positiv aufgenommen. Sowohl klassisches Gameplay im modernen Gewand, als auch pfeilschnelle Action im Stile der gelobten Seite von Sonic Unleashed sahen viele als eine gelungene Mischung. Dabei erzielte die Nintendo-3DS-Version durchschnittlich niedrigere Wertungen als Sonic Generations für PlayStation 3, Xbox 360 und PC.

„Die Steuerung, die Kamera, die Musik und vor allem der Spielablauf sind klasse! Die meisten Feinde und Fallen sind fair platziert, die berüchtigten "bottomless pits" – also bodenlose Abgründe – werden durch Hinweisschilder entschärft. Auch die Auswahl der Schauplätze gefällt mir: Sie führt Euch auf eine schöne Zeitreise durch die Seriengeschichte. Generations ist das beste Heimkonsolen-Sonic seit Sonic Adventure aus dem Jahr 1999! Irre Loopings in 2D, pfeilschnelle Grinds in 3D, pfiffige Items, eine lustig-trashige Story – und das alles gehüllt in Sonics Gute-Laune-Grafik, die noch nie so gut aussah.“

„Sonic Generations ist ein durchweg gelungenes 3DS-Spiel, welches eine sehr hohe Motivation mit sich bringt. Der Story-Modus macht nach dem Durchspielen Lust auf mehr und besonders Sammelfans können dank StreetPass, den 100 Missionen und den Sammel-Objekten voll auf ihre Kosten kommen. Ebenso wurden die alten Levels sehr schön in 3D wiederverwertet und so findet ihr immer wieder kleine Stellen, die an die alten Sonic-Teile erinnern. Auch die Bosskämpfe wurden sehr gut in Szene gesetzt und sind sehr schwer zu bewältigen. Da sind starke Nerven gefragt. Jedoch hat das Spiel auch viele Schwächen. Statt uns die Chance zu geben, den moderneren Sonic in 3D durch die Level rasen zu lassen, wurde mehr oder weniger ein Mischmasch daraus. Das hat aber auch zur Folge, dass sich die Levels alle sehr ähnlich spielen lassen und ich das Gefühl hatte, dass ich nur renne, renne und renne und kaum selbst Entscheidungen treffen darf. Persönlich halte ich das Spiel für einen der besseren Titel für den 3D-Handheld, aber leider besitzt Sonic Generations noch einige Kinderkrankheiten, die das Sonic-Team mit dem nächsten Sonic-Ableger beseitigen sollte.“

Auch kommerziell war das Spiel ein Erfolg, jedoch wurden zuletzt im Mai 2012, also sieben Monate nach Erstveröffentlichung des Spiels, die Verkaufszahlen von insgesamt 1,85 Millionen angegeben und seither nicht aktualisiert. Das Video Game Sales Wiki schätzt die insgesamten Verkaufszahlen auf ungefähr 3 Millionen.